# Patiparn Phetphun
Patiparn Phetphun (Kanchanaburi, 25 settembre 1980) è un calciatore thailandese, difensore del BEC Tero Sasana.

## Caratteristiche tecniche
Difensore centrale, può essere schierato anche come centrocampista difensivo.

## Carriera

### Club
Comincia a giocare al TOT. Nel 2006 passa al Bangkok United. Nel 2008 si trasferisce al Buriram PEA. Nel 2010 torna al Bangkok United. Nel 2011 viene acquistato dal TOT. Nel 2015 gioca all'INSEE Police United. Nel 2016 passa al Super Power Samut. Nel gennaio 2017 viene acquistato dal BBCU. Il 6 giugno 2017 viene ufficializzato il suo passaggio al BEC Tero Sasana.

### Nazionale
Ha debuttato in Nazionale il 16 maggio 2007, in Thailandia-Cina (1-0). Ha messo a segno la sua prima rete con la maglia della Nazionale l'8 ottobre 2007, in Thailandia-Macao (6-1), in cui ha siglato la rete del momentaneo 5-1. Ha partecipato, con la Nazionale, alla Coppa d'Asia 2007. Ha collezionato in totale, con la maglia della Nazionale, 12 presenze e 4 reti.